# Karl Ulmer
Karl Ulmer (* 24. August 1915 in Hamburg; † 13. April 1981 in Wien) war ein deutscher Philosoph.

## Leben

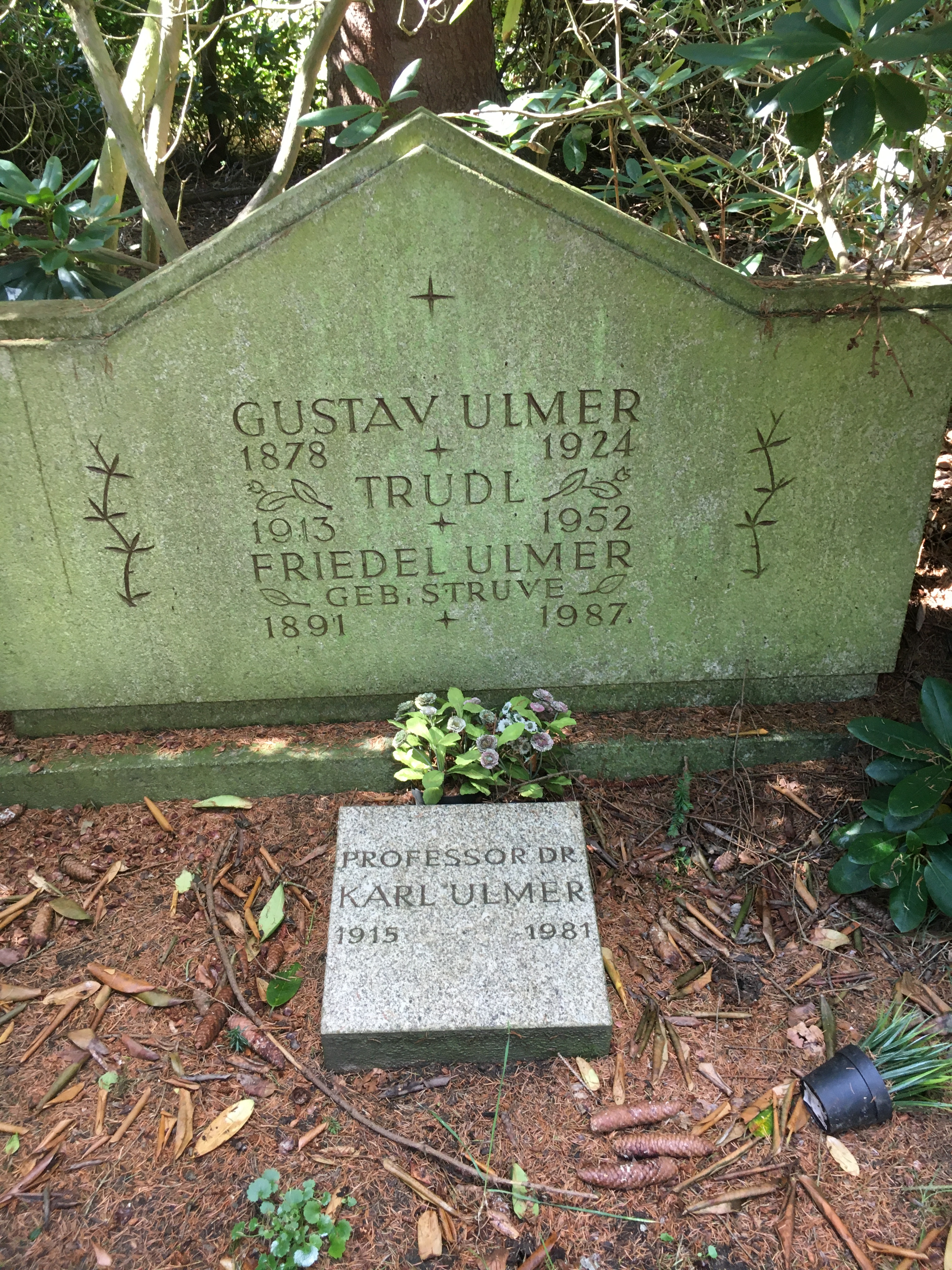
Grabstätte auf dem Friedhof Ohlsdorf

Ulmer entstammte einer Hamburger Kaufmanns- und Gelehrtenfamilie. Als Schüler besuchte er das Johanneum Hamburg. Angeregt durch die Lektüre von Kant, Hegel und Kierkegaard entschied er sich als Zwanzigjähriger zum Studium der Philosophie. Er studierte in Hamburg, Köln und Freiburg Philosophie, Geschichte und Germanistik, hörte aber auch Mathematik und Physik. Während des Militärdienstes promovierte er 1940 in Köln mit einer Arbeit zum Thema „Die Bedeutung der Kopula bei Aristoteles“ und habilitierte sich 1944 bei Martin Heidegger über „Wahrheit, Kunst und Natur bei Aristoteles. Ein Beitrag zur Aufklärung der metaphysischen Herkunft der modernen Technik“. Im Jahr 1957 wurde Ulmer außerordentlicher und 1962 ordentlicher Professor für Philosophie in Tübingen. 1970 wechselte er als Professor für Philosophie an die Universität Wien.
Ulmer wurde auf dem Friedhof Ohlsdorf in seiner Geburtsstadt beigesetzt. Die Grabstätte im Planquadrat AD 13 liegt zwischen Kapelle 8 und dem „Millionärshügel“. 

## Philosophie
Ulmers Interessen galten der interdisziplinären Forschung und der Verbindung von Philosophie und Naturwissenschaften. So befasste er sich mit der philosophischen Interpretation der Geschichte der Naturwissenschaften. Im Weg von Aristoteles zu Galilei  führt vor allem die Naturwissenschaft zu einem veränderten Verständnis des Seienden als solchem. Insbesondere in Wien wandte er sich Fragen der Lebenswelt des Menschen im 20. Jahrhundert mit all seinen Katastrophen zu. Mit den Grundbegriffen „Weltwesen“ und „Weltverstehen“ suchte er eine Orientierung als „Haltnehmen“ in der Welt jenseits der Metaphysik.
Ulmer war akademischer Lehrer von Hans Peter Balmer, Wilhelm Lütterfelds, Werner Stegmaier, Bernhard Taureck, Ernst Tugendhat, Norbert Wokart, Heimo Hofmeister, u. a.

## Werke
- Wahrheit, Kunst und Natur bei Aristoteles. Ein Beitrag zur Aufklärung der metaphysischen Herkunft der modernen Technik, 1954
- Von der Sache der Philosophie, 1959
- Nietzsche. Einheit und Sinn seines Werkes, 1962
- Die Wissenschaften und die Wahrheit. Ein Rechenschaftsbericht der Forschung, 1966

- Philosophie der modernen Lebenswelt, 1972
- (Hrsg. mit Wolf Häfele und Werner Stegmaier): Bedingungen der Zukunft. ein naturwissenschaftlich-philosophischer Dialog, 1987